# Espiral de Lentulo

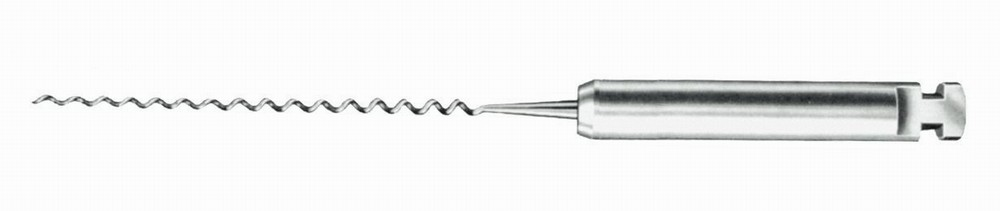
Una espiral de Lentulo. Les osques de l'esquerra permeten que encaixi en una peça de mà de tancament de velocitat lenta.

Una espiral de Lentulo és un instrument dental que s'utilitza per distribuir correctament el segellador de conductes radiculars i el ciment de manera uniforme per tot el sistema de conductes radiculars, com quan es realitza una teràpia endodòncia o una cimentació de postes i nuclis.
atípica a l'esquerra (com el cargol del pedal esquerre d'una bicicleta) de manera que l'aplicació de segellador o ciment fluirà per la punta de l'espiral quan la velocitat lenta estigui en mode avançat.
Una crítica comuna a l'espiral de Lentulo és que les fallades a llarg termini derivades d'una distribució marginalment més pobra del ciment/segellador són menys problemàtiques que la possibilitat que l'espiral es trenqui a l'interior del conducte radicular. No obstant això, l'ús, el manteniment i l'eliminació adequats dels instruments antics han de minimitzar la possibilitat que es trenqui.
L'espiral de Lentulo de Maillefer, produïda per Dentsply, és l'única amb llicència per utilitzar el nom de Lentulo; no obstant això, el terme s'utilitza generalment per referir-se a qualsevol de les diverses marques de segellador de conductes radiculars i espirals distribuïdores de ciment.

## Utilització amb ciments de resina
L'ús d'una espiral de Lentulo està contraindicat amb els ciments de resina perquè la rapidesa i l'eficàcia de l'efecte d'agitació accelera l'acció d'endurir-se el ciment, provocant que es s¡endureixi massa de pressa, impedint la col·locació correcta del post i augmentant la contrapressió apical.